# 미카미 사토시
미카미 사토시(三上哲, 1968년 6월 8일 ~ )는 일본의 성우이다. 도쿄 출신.

## 출연작

### 외화 더빙
- 결혼계약 - 박호준(김광규)
- 다운튼 애비 - 토마스 배로우(롭 제임스 콜리어)
- 더 뉴 룩 - 크리스티앙 디오르(벤 멘델슨)
- 데드풀 2, 데드풀과 울버린 - 피터 위즈덤(롭 딜레이니)
- 라르고 원치 1~2 - 라르고 원치(토머 시슬리)
- 로그 원: 스타워즈 스토리 - 오슨 크레닉(벤 멘델슨)
- 매그니피센트 7 - 조슈아 패러데이(크리스 프랫)
- 맨발 공원 - 폴 브래터(로버트 레드포드) ※ Netflix 버전
- 머니볼 - 마크 엘리스(브렌트 돌링)
- 무명 - 허 주임(양조위)
- 밥 말리: 원 러브 - 밥 말리(킹슬리 벤아디르)
- 불가사리 7 - 지미(존 헤더)
- 블랙사이트 - 해칫(제이슨 클라크)
- 비키퍼 - 맷 윌리(바비 나데리)
- 빠삐용 - 루이 드가(라미 말렉)
- 서울의 봄 - 이태신(정우성)
- 암스테르담 - 톰 보즈(라미 말렉)
- 야경꾼 일지 - 조상헌(윤태영)
- 애더럴 다이어리 - 스티브 앨리엇(제임스 프랭코)
- 위험한 정사 - 댄 갤러거(조슈아 잭슨)
- 이레셔널 맨 - 에이브 루카스(와킨 피닉스)
- 체이스 - 쉐리프 칼더(말론 브란도) ※ Netflix 버전
- 추락의 해부 - 뱅상 렌지(스완 아를로)
- 탐정 말로 - 루 헨드릭스(알란 커밍)
- 폰조 - 조니(맷 딜런)
- 하드 킬 - 데럭 밀러(제시 멧커프)
- 해빙 - 변승훈(조진웅)
- 헌트 - 양보성(정만식)

#### 김성오전담
- 도어락(2018) - 이 형사
- 범죄도시5(2026) - 서석오
- 서울의 봄(2023) - 김창세
- 성난황소(2018) - 기태
- 야경꾼 일지(2014) - 사담
- 히트맨2(2025) - 피에르 쟝 / 장철룡

#### 손석구전담
- 범죄도시2(2022) - 강해상
- 살인자ㅇ난감(2024) - 장난감
- D.P.(2021 ~ 2023) - 임지섭